# Makar András
Makar András (Varasd, 1620. augusztus 20. – Zágráb, 1666. december 26.) bölcseleti doktor, Jézus-társasági áldozópap és tanár.

## Élete
1642. október 10-én lépett a rendbe és Nagyszombatban, majd Kassán bölcselettanár volt.

## Munkái
- Argumentis Messis Laureata, Sive Apollonius, Philoemon, & Arianvs Martyres Lavreati. Quous ... in Archiepiscopali Societatis Jesu Academia Tyrnaviensi per ... Facultatis Rhetoricae Alumni In eorundem supremi honoris. Theatro publicè exhibuerunt. Anno RegnI ALtero LeopoLDI prIMI RegIs PannonIae (1656). Tyrnaviae.
- Philosophia, a Spect. Ac Magn. Domino Adamo Illieshazy de Illieshaza, Art. & Phil. Baccalaure. In Alma Archiep. Vniversitate Tyrnaviensi publice propugnata pro supr. in Phil. Laurea Anno 1756 ... Praeside ... Uo. 1656.
- Conclusiones logicae Cassoviae, 1758.
- Dissertatio jucunda de materia prima conclusionum logicarum primum enatarum in alma academia Cassoviensi. Quam studiose annotavit et properante calamo quantum fieri potuit, argumenta impugnantium in auditorio academico excepit amanuensis B. T. F. de Ente rationis 1658. (Trencsén).